# Bombyx du lotier
Psilogaster loti
Genre
Espèce
Le Bombyx du lotier (Psilogaster loti) est une espèce d'insectes lépidoptères (papillons) de la famille des Lasiocampidae.
- Synonyme : Dipluriella loti (Ochsenheimer, 1810)
- Répartition : sud de la France et péninsule Ibérique.
- Envergure du mâle : de 11 à 13 mm.
- Période de vol : de mars à octobre.
- Habitat : garrigues.
- Plantes-hôtes : Cistus salviaefolius.

## Source
- P.C. Rougeot, P. Viette, Guide des papillons nocturnes d'Europe et d'Afrique du Nord, Delachaux et Niestlé, Lausanne 1978.